# Topologie d'Alexandroff
Pour les articles homonymes, voir Alexandroff.
 (avril 2011).
Si vous disposez d'ouvrages ou d'articles de référence ou si vous connaissez des sites web de qualité traitant du thème abordé ici, merci de compléter l'article en donnant les références utiles à sa vérifiabilité et en les liant à la section « Notes et références ».
En mathématiques, une topologie d'Alexandroff est une topologie pour laquelle l'intersection d'une famille quelconque d'ouverts est un ouvert (et pas seulement l'intersection d'une famille finie d'ouverts). Cette notion a été introduite en 1937 par Pavel Alexandroff. Un espace topologique vérifie cette propriété si et seulement si sa topologie est cohérente avec ses sous-espaces finis, c'est pourquoi un tel espace est aussi appelé espace finiment engendré.

## Lien avec les préordres
Les topologies d'Alexandroff sur un ensemble X sont en bijection avec les préordres sur X. Plus précisément :
- à tout préordre ≤ est associée une topologie d'Alexandroff : ses ouverts sont les sections finissantes de ≤ (c'est la généralisation naturelle de la topologie droite associée à un ordre) ;
- à toute topologie on associe son préordre de spécialisation : x ≤ y si et seulement si x appartient à l'adhérence du singleton {y} ;

on constate alors que :
- tout préordre coïncide avec le préordre de spécialisation de sa topologie d'Alexandroff ;
- pour toute topologie T, la topologie d'Alexandroff associée au préordre de spécialisation de T est en général plus fine que T, mais coïncide avec T lorsque T est une topologie d'Alexandroff[2].

Par conséquent, la correspondance entre une topologie d'Alexandroff et son préordre de spécialisation est bijective.
De plus, ces deux correspondances (des préordres vers les topologies et inversement) sont en fait des foncteurs, c'est-à-dire que si une application entre deux préordres est croissante alors elle est continue pour leurs topologies d'Alexandroff et que si une application entre deux espaces topologiques est continue alors elle est croissante pour leurs préordres de spécialisation.
Il en résulte que la première de ces deux implications est en fait une équivalence (mais pas la seconde) et même, que ces deux foncteurs sont adjoints l'un de l'autre (le premier à gauche et le second à droite). Plus explicitement : si A est un ensemble préordonné et X sa topologie d'Alexandroff, si Y est un espace topologique et B son préordre de spécialisation, alors une application est continue de X dans Y si et seulement si elle est croissante de A dans B.
Le préordre de spécialisation d'une topologie est un ordre si et seulement si cette topologie vérifie le plus faible des axiomes de séparation : l'axiome T0. Par conséquent, la topologie d'Alexandroff d'un préordre vérifie T0 si et seulement si ce préordre est un ordre.